# Tien (Burkina Faso)
Pour les articles homonymes, voir Tien.
Tien est une commune rurale située dans le département de Péni de la province du Houet dans la région des Hauts-Bassins au Burkina Faso.

## Géographie
Tien est une commune dont les centres d'habitations sont dispersés en plusieurs entités sur son territoire fragmenté par un réseau hydrographique très particulier, constitué de nombreux cours d'eau saisonnier, de type oueds et gueltas aux régimes intermittents, ravinant un plateau géologique étendu.

## Éducation et santé
Le centre de soins le plus proche de Tien est le centre de santé et de promotion sociale (CSPS) de Péni, tandis que les hôpitaux de Bobo-Dioulasso assurent les soins plus importants.